# 유병충

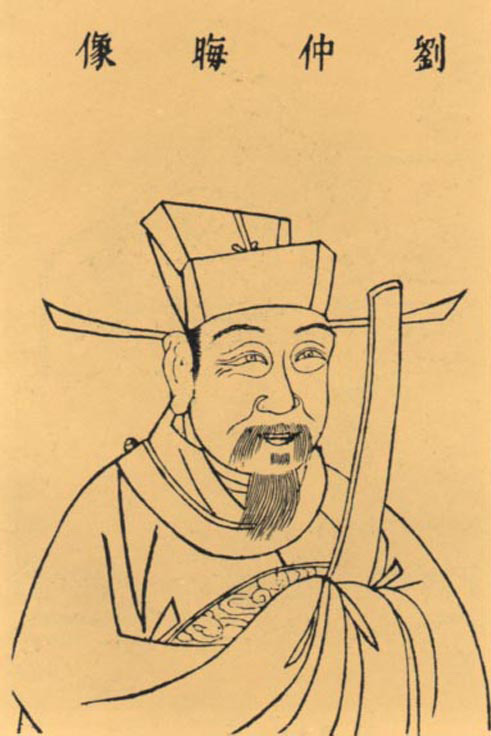

유병충(劉秉忠, 1216년－1274년)은 원 왕조의 정치가이자 유학자이다.
원래 이름은 간(侃)으로 임관된 뒤에 칙명으로 이름을 받아 병충(秉忠)이라 하였으며, 승려로써의 법명은 자총(子聰), 자(字)는 중회(仲晦)이고 호(號)는 장춘산인(藏春散人)으로, 그 조상이 금(金)의 서주(瑞州)에 적을 두고 있었다.
쿠빌라이 칸(원 세조) 때에 재상을 지냈으며, 사후 문정(文正)이라는 시호와 태부(太傅) 상산왕(常山王)이 추증되었다.
원 제국의 도성(都城)인 상도(上都), 대도(大都)를 설계하고, 원 왕조의 정치 체제를 구상하였으며 원(元)이라는 국호를 입안한 왕조의 설계자였다.

## 생애
유간은 화북(华北) 출신으로 그 조상은 서주(瑞州)에 본적을 두고 있었으며, 그의 집안은 형주(邢州)에 거하면서 집안 대대로 요(遼), 금(金)에 출사한 한인(漢人) 가문이었다.
유간은 17세에 금에 출사했고, 형대절도부령사(邢台節度府令史)가 되었다. 당시 금은 북쪽으로부터 발흥해 오는 몽골 제국과의 전쟁으로 기울어가고 있었고, 유간은 "대장부가 재주를 품고도 불우한 시절을 만났다면 마땅히 은거하면서 그 기회를 엿보아야 할 것이다"라고 한탄하며 관직을 버리고 무안산(武安山)에 올랐다가 무안산 천녕사(天寧寺)의 허조선사(虛照禪師)에 인도로 출가해 승려가 되었고 자총이라는 법명을 받았다. 그 뒤 천하를 떠돌아다니다 운중(雲中)에 이르러서 남당사(南堂寺)에 거하였다.
당시 해운선사(海雲禪師)가 쿠빌라이에게 불려 가는 길에 운중에 이르렀을 때 유간이 박학하고 재주가 많다는 것을 듣고 또한 그에게 같이 갈 것을 권했으며, 쿠빌라이에게 발탁되어 그의 모신(謀臣)이 되었다. 당시 사람들은 또한 그의 재능이 탁월하였으므로 그를 「총서기」(聰書記)라 부르고 「형주오걸」(邢州五傑)의 필두에 두었다.
유병충이 출사한 뒤에 요추(姚樞) 등과 함께 「널리 천하의 뛰어난 준재들을 불러모아 함께 치도(治道)를 논한다」라는 용인(用人) 방침을 제정하고 현인과 선비들을 대거 불러모았다. 이때 불려간 학자로 대유학자라는 칭송이 있던 허형(許衡), 왕순(王恂), 장이(張易) 등이 출사하였고, 당시 쿠빌라이의 옆에서 모의를 짜고 계책을 내었다.
또한 쿠빌라이가 즉위하기 전 그의 영지는 화북에 있었는데, 그곳에는 1만 호의 백성이 있었지만 날이 갈수록 백성이 줄어 마침내 700호로 줄어 버렸다. 쿠빌라이는 놀라 유병충에게 조사를 시켰는데, 세금을 거두는 책임자가 너무 가혹하게 세금을 거둔 탓이었다. 이에 유병충은 "세금을 가볍게 하고 부역을 줄여 주면 호수는 저절로 늘어날 것"이라고 진언하였고, 쿠빌라이가 유병충의 건의대로 하자 1년 만에 몇 배의 호수가 늘었다. 이 때문에 류병충은 쿠빌라이에게 두터운 신임을 얻었다고 한다.
유병충은 쿠빌라이가 1253년과 1254년 두 차례에 걸쳐 대리(大理)를 공격하고 1259년 남송을 정벌할 때 쿠빌라이에게 누차 「왕자(王者)의 신무(神武)란 죽이지 않는 것」이라고 진언했고, 쿠빌라이는 그 말을 받아들여 성이 함락된 뒤에도 한 사람도 죽이지 않았다고 한다.
1256년 유병충은 쿠빌라이의 명을 받들어 환주(桓州) 동면 롼수이(滦水) 북쪽에 새로운 성을 쌓는 설계를 맡았다. 건축에 착수한 지 3년 만에 완성된 이 성에는 개평(開平)이라는 이름이 붙었으며, 훗날 쿠빌라이가 중화 제국의 황제(천자)를 칭하게 되었을 때 상도(上都)라는 이름이 붙여졌다.
1259년 몽골 제국의 대칸 몽케가 조어성(釣魚城)에서의 전투에서 병으로 사망하고 쿠빌라이는 휘하의 장이의 계책을 수용해 당시 쿠빌라이와 대칸 지위를 놓고 경쟁하고 있던 아리크부카가 행동에 나서기 전에 유병충, 요추 등 주요 한인 모사들을 데리고 밤낮으로 길을 재촉해서 경기병으로 북쪽으로 돌아가 대칸이 되었다.
1260년 쿠빌라이는 정식으로 중화식의 황제를 칭하였는데, 유간의 건의를 받아들인 것이었다. 조를 내려 중국식으로 연호와 기년을 정할 때 연호를 「중통」(中統)이라고 하였는데 이는 「중원의 정통」이라는 뜻이었다. 아울러 중원 제도(中原制度)를 실행하고 중서성(中書省)과 선무사(宣撫司) 등의 기구를 세웠다.
지원(至元) 원년(1264년) 한림학사승지(翰林學士承旨) 왕악(王鹗)의 건의 아래 쿠빌라이 칸은 조서로 유간을 광록대부(光禄大夫)에 제배하고 태보(太保)의 지위에 두었으며 참령중서성사(参领中书省事)로 하였다.
지원 3년(1266년) 유간은 쿠빌라이의 명을 받들어 옛 금 왕조의 도읍지였던 연경성(燕京城) 동북쪽에 새로운 도성(즉 후대에 대도라 불리게 될 도시)을 세웠고, 중국식 제도를 본떠 종묘와 궁실을 지었다.
지원 8년, 유간은 쿠빌라이 칸에게 상서를 올려 《역경》(易經)의 「대재건원」(大哉乾元)에서 따서 장차 쿠빌라이가 세울 중국식 모델의 정권의 이름을 「대원」(大元)으로 정하자고 주청하였고, 동시에 「치란(治乱)의 도는 하늘에 달려 있고 사람에게 달려 있다」, 「말 위에서 천하를 다스릴 수는 있어도 말 위에서 천하를 다스릴 수는 없다」는 등의 중국식 정치 이념을 도입해，한인의 법률을 참조해 법도를 개선하고 폐정을 개혁하자고 하였다.
유간은 전후로 중국식으로 장복(章服)의 법을 반포하고, 조정의 의례를 권장하고, 봉록(俸祿)을 지급하고, 중국식으로 관제를 정하였는데, 이는 원 왕조의 정치 제도의 설계자라 보아도 무방할 것들이었다.
중서령으로 임명되어 있는 기간 동안, 그는 전후로 상도와 수도 대도 두 도시의 공사에 참여한 것 외에도 동향 출신의 한인 곽수경(郭守敬)과 함께 이슬람식 역법을 도입한 수시력(授時曆)을 제정하기도 했다. 또한 태자태보(太子太保)로 임명되었을 때는 자신이 출가한 곳에 자산서원(紫山書院)을 세우고 그곳에서 문도들을 모아 학문을 가르치는데 유교 경전에만 그치지 않고 자연과학까지도 함께 가르치면서 그곳을 학문 연구의 터전으로 삼았다.
지원 11년 8월에 남병산(南屏山)의 별야(別墅)에서 아무 병도 없이 세상을 떠났다. 이때 유병충의 나이 59세였다. 쿠빌라이는 그에게 태부(太傅)、조국공(趙國公)을 추증하였고, 시호를 문정(文貞)이라 하였다.
원 성종(元成宗) 때에 이르러 태사(太師)가 추증되고 시호를 문정(文正)이라 하였으며, 원 인종(元仁宗) 때에 이르러 거듭 상산왕(常山王)에 봉해졌다.
유병충에게는 아들이 없었기 때문에 동생인 병서(秉恕)의 아들 란장(蘭璋)이 그 뒤를 이었다.